# La Nuit de la poésie 28 mars 1980
Pour plus de détails, voir Fiche technique et Distribution.
La Nuit de la poésie 28 mars 1980 est un  documentaire québécois réalisé par Jean-Claude Labrecque, sorti en 1980. 

## Synopsis
Le 28 mars 1980, dix ans après avoir réalisé La Nuit de la poésie 27 mars 1970, et dans la suite de l’affirmation de l’identité culturelle du premier événement, Labrecque filme une autre nuit semblable où une nouvelle génération de poètes se joint à certains du premier événement pour rendre compte de l’évolution de la poésie dans la culture québécoise.

## Fiche technique
- Réalisation : Jean-Claude Labrecque et Jean-Pierre Masse
- Production : Jacques Bobet
- Photographie : Gilles Gascon, Jean-Pierre Lachappelle, Jean-Claude Labrecque et Pierre Letarte
- Montage : Jean-Claude Labrecque et Jean-Pierre Masse

## Distribution
Poètes participants
- Suzanne Jacob
- Michèle Lalonde
- Janou St-Denis
- Nicole Brossard
- Raoul Duguay
- Lucien Francoeur
- Madeleine Gagnon
- Michel Garneau
- Gilbert Langevin
- Gérald Godin
- Pauline Harvey
- Gaston Miron
- Roland Giguère
- Pierre Nepveu
- Gatien Lapointe
- Pierre Perrault
- Michel van Schendel
- Anne Hébert
- Gilles Hénault
- Marie Uguay